# Newport Pagnell Canal
Newport Pagnell Canal – zlikwidowany kanał o długości 1,25 mili (2 km) łączący Kanał Grand Junction z Great Linford oraz Newport Pagnell. Znajduje się na nim siedem śluz. Budowę zatwierdził parlament brytyjski w czerwcu 1814. Otwarcie nastąpiło w 1817. Koszt budowy wyniósł 14 200 funtów.
Kanał służył głównie do spływu węgla kamiennego, w mniejszym stopniu również innych towarów, np. wapna i obornika. W 1845 przewieziono rekordową ilość towarów – 14 887 ton. Od 1845 zakupem kanału zainteresowana była spółka kolejowa London and North Western Railway, oferty sprzedaży były jednak odrzucane do 1862, kiedy został on zakupiony przez Newport Pagnell Railway za 9000 funtów. Kanał zamknięto w 1864, gdyż jego rolę przejęła kolej.
W początkowym odcinku kanału do lat 60. XX w. znajdował się bardzo popularny wśród wioślarzy pub.